# Marijan Šunjić (znanstvenik)
Marijan Šunjić (Zagreb, 5. travnja 1940.), profesor emeritus teorijske fizike, bivši rektor Sveučilišta u Zagrebu i hrvatski diplomat.
Diplomirao je fiziku na Prirodoslovno-matematičkom fakultetu Sveučilišta u Zagrebu, gdje je i magistrirao. Doktorat iz fizike čvrstog stanja obranio je u Londonu, 1970. godine. Od 1963. do 1978. djelatnik je Instituta "Ruđer Bošković". Godine 1978. prelazi na Prirodoslovno-matematički fakultet. U zvanje redovitog profesora izabran je 1981. Obavljao je niz dužnosti u sveučilišnim asocijacijama u Hrvatskoj i Europi te od 1988. do 1991. bio predstojnik Odbora za međunarodnu suradnju Sveučilišta u Zagrebu. Bio je rektor Sveučilišta u dva mandata, od 25. travnja 1991. do 8. veljače 1998. Na njegov prijedlog osnovani su Hrvatski studiji.
Politički se aktivirao u HDZ-u te bio pomoćnik ministra znanosti, tehnologije i informatike, od 1990. do 1991. godine. Godine 1998. poslan je za izvanrednog i opunomoćenog veleposlanika pri Svetoj Stolici, a tu je dužnost obnašao do 2000.
Znanstveno je djelovao u području fizike čvrstoga stanja, posebno fizike površina. Proučavao je mnogočestične učinke u fotoelektronskoj spektroskopiji i dinamiku površinskih procesa. Objavio je udžbenik iz kvantne statističke fizike te više od stotinu znanstvenih publikacija u vodećim međunarodnim časopisima.
Uza znanstveni rad na polju fizike bavi se etičkim aspektima znanosti, organizacijskim pitanjima sveučilišta te odnosom između znanosti i religije. Član je Hrvatskog kulturnog vijeća te njegov predsjednik od 2018.